# Casearia rugulosa
Casearia rugulosa är en videväxtart som beskrevs av Carl Ludwig von Blume. Casearia rugulosa ingår i släktet Casearia och familjen videväxter. Inga underarter finns listade i Catalogue of Life.